# 2022–2023-as spanyol női labdarúgó-bajnokság (első osztály)
A 2022–2023-as spanyol női labdarúgó-bajnokság első osztálya (hivatalos nevén: Primera División, vagy Finetwork Liga F) a spanyol női országos bajnokságok 35. szezonja, amely tizenhat csapat részvételével rajtolt. A Barcelona sorozatban negyedik bajnoki címét biztosította be a szezon 26. fordulójában.

## A bajnokság csapatai

### Csapatváltozások
| Kiesett a másodosztályba | Feljutott az első osztályba  |
| ------------------------ | ---------------------------- |
| Eibar Rayo Vallecano     | Levante Las Planas Alhama CF |

### Csapatok adatai
| Klub            | Település           | Stadion                       | Férőhely | Vezetőedző             | 2021–22-es helyezés |
| --------------- | ------------------- | ----------------------------- | -------- | ---------------------- | ------------------- |
| Alavés          | Vitoria-Gasteiz     | José Luis Compañón            | 2 000    | Iñigo Juaristi         | 11.                 |
| Alhama CF       | Alhama de Murcia    | Estadio José Kubala           | 1 500    | Randri García          | 1. 2DS              |
| Athletic Bilbao | Bilbao              | Lezama Sportközpont           | 3 200    | Iraia Iturregi         | 7.                  |
| Atlético Madrid | Madrid              | Wanda Alcalá de Henares       | 2 700    | Manolo Cano            | 4.                  |
| Barcelona       | Barcelona           | Johan Cruijff Stadion         | 6 000    | Jonatan Giráldez       | 1.                  |
| Granadilla      | Granadilla de Abona | La Hoya del Pozo              | 3 000    | José Herrera           | 5.                  |
| Las Planas      | Sant Joan Despí     | Municipal Las Planas          | 1 000    | Ferran Cabello         | 1. 2DN              |
| Levante         | Valencia            | Ciudad Deportiva de Buñol     | 600      | Ángel Villacampa       | 6.                  |
| Madrid CFF      | Madrid              | Nuevo Matapiñonera            | 3 000    | María Pry              | 12.                 |
| Real Betis      | Sevilla             | Ciudad Deportiva Luis del Sol | 1 300    | Gerardo García         | 9.                  |
| Real Madrid     | Madrid              | Alfredo Di Stéfano stadion    | 6 000    | Alberto Toril          | 3.                  |
| Real Sociedad   | San Sebastián       | Instalaciones de Zubieta      | 2 500    | Natalia Arroyo         | 2.                  |
| Sevilla         | Sevilla             | Estadio Jesús Navas           | 7 500    | Cristian Toro          | 8.                  |
| Sporting Huelva | Huelva              | Lamiya                        | 1 500    | Antonio Toledo         | 10.                 |
| Valencia        | Valencia            | Estadio Antonio Puchades      | 2 250    | Andrea Esteban Catalán | 13.                 |
| Villarreal      | Vila-real           | Ciudad Deportiva              | 5 000    | Sara Monforte          | 14.                 |

### Vezetőedző váltások
| Csapat          | Távozó edző     | Ok                | Dátum              | Poz. | Érkező edző    | Dátum              |
| --------------- | --------------- | ----------------- | ------------------ | ---- | -------------- | ------------------ |
| Alavés          | Mikel Crespo    | közös megegyezés  | 2022. november 8.  | 15.  | Iñigo Juaristi | 2022. november 8.  |
| Atlético Madrid | Óscar Fernández | közös megegyezés  | 2022. december 12. | 4.   | Manolo Cano    | 2022. december 12. |
| Madrid CFF      | María Pry       | szülési szabadság | 2023. január 24.   | 10.  | Víctor Martín  | 2023. január 24.   |
| Real Betis      | Francis Díaz    | elbocsátás        | 2023. február 14.  | 14.  | Gerardo García | 2023. február 22.  |

## Tabella
| #   | Csapat               | M  | GY | D  | V  | G+ – G– | GK   | P  | Megjegyzések                 |
| --- | -------------------- | -- | -- | -- | -- | ------- | ---- | -- | ---------------------------- |
| 1.  | Barcelona CV KGY     | 30 | 28 | 1  | 1  | 118–10  | +108 | 85 | Bajnokok Ligája (csoportkör) |
| 2.  | Real Madrid          | 30 | 24 | 3  | 3  | 80–25   | +55  | 75 | Bajnokok Ligája (2. forduló) |
| 3.  | Levante              | 30 | 21 | 3  | 6  | 80–34   | +46  | 66 | Bajnokok Ligája (1. forduló) |
| 4.  | Atlético Madrid      | 30 | 16 | 9  | 5  | 54–35   | +19  | 57 |                              |
| 5.  | Madrid CFF           | 30 | 17 | 5  | 8  | 65–48   | +17  | 56 |                              |
| 6.  | Granadilla           | 30 | 11 | 7  | 12 | 35–44   | −9   | 40 |                              |
| 7.  | Real Sociedad        | 30 | 10 | 9  | 11 | 54–50   | +4   | 39 |                              |
| 8.  | Sevilla              | 30 | 10 | 10 | 10 | 45–44   | +1   | 40 |                              |
| 9.  | Valencia             | 30 | 11 | 4  | 15 | 36–55   | −19  | 37 |                              |
| 10. | Athletic Bilbao      | 30 | 10 | 5  | 15 | 34–44   | −10  | 35 |                              |
| 11. | Levante Las Planas Ú | 30 | 6  | 8  | 16 | 24–61   | −37  | 26 |                              |
| 12. | Real Betis           | 30 | 6  | 7  | 17 | 26–62   | −36  | 25 |                              |
| 13. | Sporting Huelva      | 30 | 6  | 7  | 17 | 24–54   | −30  | 25 |                              |
| 14. | Villarreal CF        | 30 | 5  | 8  | 17 | 27–65   | −38  | 23 |                              |
| 15. | Alhama CF Ú          | 30 | 5  | 6  | 19 | 24–56   | −32  | 21 | Segunda División             |
| 16. | Alavés               | 30 | 5  | 6  | 19 | 35–73   | −38  | 21 | Segunda División             |

Utolsó frissítés: 2023. május 21. 
Forrás: RFEF 
A rangsorolás alapszabályai: 1. összpontszám, 2. egymás elleni eredmények összpontszáma, 3. gólkülönbség, 4. szerzett gólok száma.
(B): Bajnokcsapat, (K): Kieső csapat, (F): Feljutó csapat, (I): Kupainduló, (R): A rájátszás győztese, (KGY): Kupagyőztes

## Statisztikák
| Gól | Név                    | Csapat          |
| --- | ---------------------- | --------------- |
| 27  | Alba Redondo           | Levante         |
| 25  | Racheal Kundananji     | Madrid CFF      |
| 21  | Asisat Oshoala         | Barcelona       |
| 19  | Caroline Weir          | Real Madrid     |
| 16  | Esther González        | Real Madrid     |
| 14  | Mayra Ramírez          | Levante         |
| 13  | Sheila Guijarro        | Villarreal      |
| 13  | Tatiana Pinto          | Levante         |
| 12  | Cristina Martín-Prieto | Sevilla         |
| 12  | Amaiur Sarriegi        | Real Sociedad   |
| 12  | Irina Uribe            | Las Planas      |
| 11  | Caroline Hansen        | Barcelona       |
| 11  | Salma Paralluelo       | Barcelona       |
| 10  | Aitana Bonmatí         | Barcelona       |
| 10  | Synne Jensen           | Real Sociedad   |
| 10  | Clàudia Pina           | Barcelona       |
| 9   | Rasheedat Ajibade      | Atlético Madrid |
| 9   | Jassina Blom           | Granadilla      |
| 9   | Ludmila                | Atlético Madrid |
| 9   | Ana Marcos             | Valencia        |
| 8   | Florencia Bonsegundo   | Madrid CFF      |
| 8   | Ana-Maria Crnogorčević | Barcelona       |
| 8   | Érika González         | Levante         |
| 8   | Marina Martí           | Alhama          |
| 8   | María José             | Granadilla      |
| 8   | Gabi Nunes             | Madrid CFF      |
| 8   | Clara Pinedo           | Athletic Bilbao |
| 8   | Fridolina Rolfö        | Barcelona       |
| 8   | Ángela Sosa            | Real Betis      |
| 7   | Natasa Andonova        | Levante         |
| 7   | Inma Gabarro           | Sevilla         |
| 7   | Nahikari García        | Real Madrid     |
| 6   | Rinsola Babajide       | Real Betis      |
| 6   | Mariona Caldentey      | Barcelona       |
| 6   | Athenea del Castillo   | Real Madrid     |
| 6   | Ana Franco             | Sevilla         |
| 6   | Gabriela García        | Real Sociedad   |
| 6   | Geyse                  | Barcelona       |
| 6   | Jessica Martínez       | Sevilla         |
| 6   | Lucía Pardo            | Madrid CFF      |
| 5   | Teresa Abelleira       | Real Madrid     |
| 5   | Nerea Eizagirre        | Real Sociedad   |
| 5   | Lucía Moral            | Atlético Madrid |
| 5   | Eva Navarro            | Atlético Madrid |
| 5   | Sanadri                | Alavés          |
| 4   | Jone Amezaga           | Athletic Bilbao |
| 4   | Paula Arana            | Athletic Bilbao |
| 4   | Karen Araya            | Madrid CFF      |
| 4   | Carla Armengol         | Alavés          |
| 4   | Peke Barea             | Athletic Bilbao |
| 4   | Marta Cardona          | Atlético Madrid |
| 4   | Sara Carrillo          | Alavés          |
| 4   | Marta Carro            | Valencia        |
| 4   | Naomie Feller          | Real Madrid     |
| 4   | Sanni Franssi          | Real Sociedad   |
| 4   | Sheila García          | Atlético Madrid |
| 4   | Asun Martínez          | Valencia        |
| 4   | Laura Martínez         | Las Planas      |
| 4   | Caroline Møller        | Real Madrid     |
| 4   | Mari Paz Vilas         | Las Planas      |
| 4   | Pisco                  | Granadilla      |
| 4   | Macarena Portales      | Valencia        |
| 4   | Berta Pujadas          | Valencia        |
| 4   | Mirari Uria            | Real Sociedad   |
| 4   | Elba Vergés            | Alavés          |
| 3   | Júlia Aguado           | Levante         |
| 3   | Cristina Auñon         | Alavés          |
| 3   | Fiamma Benítez         | Valencia        |
| 3   | Claudia Blanco         | Granadilla      |
| 3   | Jade Boho              | Alhama          |
| 3   | Lucy Bronze            | Barcelona       |
| 3   | Olga Carmona           | Real Madrid     |
| 3   | Grace Chanda           | Madrid CFF      |
| 3   | Rocío Gálvez           | Real Madrid     |
| 3   | Ana González           | Madrid CFF      |
| 3   | Patricia Guijarro      | Barcelona       |
| 3   | Patrícia Hmírová       | Sporting Huelva |
| 3   | Andreia Jacinto        | Real Sociedad   |
| 3   | Fatoumata Kanteh       | Villarreal      |
| 3   | Bárbara Latorre        | Atlético Madrid |
| 3   | María Pilar León       | Barcelona       |
| 3   | Belén Martínez         | Villarreal      |
| 3   | Silvia Meseguer        | Sevilla         |
| 3   | Gift Monday            | Granadilla      |
| 3   | Maite Oroz             | Real Madrid     |
| 3   | Toni Payne             | Sevilla         |
| 3   | Amanda Sampedro        | Sevilla         |
| 3   | Camila Sáez            | Alavés          |
| 3   | Andrea Stašková        | Atlético Madrid |
| 3   | Marta Torrejón         | Barcelona       |
| 3   | Oihane Valdezate       | Athletic Bilbao |
| 3   | Manuela Vanegas        | Real Sociedad   |
| 2   | Ane Azkona             | Athletic Bilbao |
| 2   | Patrycja Balcerzak     | Sporting Huelva |
| 2   | Laia Ballesté          | Sporting Huelva |
| 2   | Estefanía Banini       | Atlético Madrid |
| 2   | Linda Caicedo          | Real Madrid     |
| 2   | Ivonne Chacón          | Valencia        |
| 2   | Dorine Chuigoué        | Real Betis      |
| 2   | Nekane Díez            | Athletic Bilbao |
| 2   | Amanda Edgren          | Sporting Huelva |
| 2   | Stefanie da Eira       | Sporting Huelva |
| 2   | Ingrid Engen           | Barcelona       |
| 2   | Aida Esteve            | Madrid CFF      |
| 2   | Ane Etxezarreta        | Levante         |
| 2   | Paula Fernández        | Levante         |
| 2   | Carmen Fresneda        | Alhama          |
| 2   | Patricia Gavira        | Granadilla      |
| 2   | Kuki                   | Alhama          |
| 2   | Laura Gutiérrez        | Real Betis      |
| 2   | Lauren                 | Madrid CFF      |
| 2   | Maria Llompart         | Villarreal      |
| 2   | Vicky López            | Barcelona       |
| 2   | Carmen Menayo          | Atlético Madrid |
| 2   | María Méndez           | Levante         |
| 2   | Itō Miku               | Alavés          |
| 2   | Ane Miren              | Alavés          |
| 2   | Natalia Montilla       | Real Betis      |
| 2   | Mônica                 | Madrid CFF      |
| 2   | Carla Morera           | Alavés          |
| 2   | Ange N'Guessan         | Granadilla      |
| 2   | Patricia Ojeda         | Sporting Huelva |
| 2   | Rosa Otermín           | Sevilla         |
| 2   | Irene Paredes          | Barcelona       |
| 2   | Raquel Pinel           | Alhama          |
| 2   | María Ruiz             | Sporting Huelva |
| 2   | Gema Soliveres         | Alavés          |
| 2   | Ana Teresa             | Sporting Huelva |
| 2   | Sandie Toletti         | Real Madrid     |
| 2   | Claudia Zornoza        | Real Madrid     |
| 1   | Emmanuella Aby         | Alavés          |
| 1   | Daniela Arques         | Alhama          |
| 1   | Grace Asantewaa        | Real Betis      |
| 1   | Berglind Ágústsdóttir  | Sporting Huelva |
| 1   | Astrid Álvarez         | Alhama          |
| 1   | Linda Bakker           | Valencia        |
| 1   | Ana Carol              | Sporting Huelva |
| 1   | Sandra Castelló        | Sporting Huelva |
| 1   | Mariana Cerro          | Athletic Bilbao |
| 1   | Lice Chamorro          | Alavés          |
| 1   | Laia Codina            | Barcelona       |
| 1   | Aldana Cometti         | Madrid CFF      |
| 1   | Yulema Corres          | Athletic Bilbao |
| 1   | Miriam Diéguez         | Alavés          |
| 1   | Merel van Dongen       | Atlético Madrid |
| 1   | Jana Fernández         | Barcelona       |
| 1   | Débora García          | Sevilla         |
| 1   | Rocío García           | Villarreal      |
| 1   | Violeta García         | Real Betis      |
| 1   | Pilar Garrote          | Las Planas      |
| 1   | Cristina Gey           | Sporting Huelva |
| 1   | Sofia Hagman           | Sporting Huelva |
| 1   | Paola Hernández        | Granadilla      |
| 1   | Verónica Herrera       | Granadilla      |
| 1   | Claudia Iglesias       | Villarreal      |
| 1   | María Jiménez          | Valencia        |
| 1   | Elena Julve            | Las Planas      |
| 1   | Kathellen              | Real Madrid     |
| 1   | Naia Landaluze         | Athletic Bilbao |
| 1   | Leles                  | Real Betis      |
| 1   | Lucía León             | Real Betis      |
| 1   | Jade Le Guilly         | Real Sociedad   |
| 1   | Estefanía Lima         | Villarreal      |
| 1   | Eva Llamas             | Sevilla         |
| 1   | Bárbara López          | Sporting Huelva |
| 1   | Maitane López          | Atlético Madrid |
| 1   | Andrea Marrero         | Granadilla      |
| 1   | Esther Martín-Pozuelo  | Las Planas      |
| 1   | Rosa Márquez           | Real Betis      |
| 1   | Raquel Morcillo        | Alhama          |
| 1   | Laura Moreno           | Real Betis      |
| 1   | Nerea Nevado           | Athletic Bilbao |
| 1   | Sara Ortega            | Athletic Bilbao |
| 1   | Paula Sancho           | Valencia        |
| 1   | Lena Pérez             | Alhama          |
| 1   | Alexia Putellas        | Barcelona       |
| 1   | Aldrith Quintero       | Alhama          |
| 1   | Kerlly Real            | Valencia        |
| 1   | Vera Rico              | Villarreal      |
| 1   | Gisela Robledo         | Granadilla      |
| 1   | Kenti Robles           | Real Madrid     |
| 1   | Sara Rubio             | Alhama          |
| 1   | Leicy Santos           | Atlético Madrid |
| 1   | Izarne Sarasola        | Real Sociedad   |
| 1   | Therese Simonsson      | Sporting Huelva |
| 1   | Paola Soldevila        | Villarreal      |
| 1   | Sara Tamarit           | Valencia        |
| 1   | Anna Torrodà           | Valencia        |
| 1   | Bruna Vilamala         | Barcelona       |
| 1   | Keira Walsh            | Barcelona       |

| Öngól | Név               | Csapat          |
| ----- | ----------------- | --------------- |
| 2     | Laura Martínez    | Alhama          |
| 2     | Lara Mata         | Villarreal      |
| 2     | Camila Sáez       | Alavés          |
| 1     | Yolanda Aguirre   | Sevilla         |
| 1     | Rinsola Babajide  | Real Betis      |
| 1     | Fiamma Benítez    | Valencia        |
| 1     | Marta Carro       | Valencia        |
| 1     | María Estella     | Granadilla      |
| 1     | Thaís Ferreira    | Granadilla      |
| 1     | Patricia Gavira   | Granadilla      |
| 1     | Patricia Guijarro | Barcelona       |
| 1     | Lucía Martínez    | Alhama          |
| 1     | Carmen Menayo     | Atlético Madrid |
| 1     | María Molina      | Valencia        |
| 1     | Yasmin Mrabet     | Las Planas      |
| 1     | Osinachi Ohale    | Alavés          |
| 1     | Patricia Ojeda    | Sporting Huelva |
| 1     | Elena de Toro     | Villarreal      |
| 1     | Elba Vergés       | Alavés          |
| 1     | Nerea Vicente     | Alhama          |

| Mérk. | Név               | Csapat          |
| ----- | ----------------- | --------------- |
| 13    | Sandra Paños      | Barcelona       |
| 9     | Misa Rodríguez    | Real Madrid     |
| 9     | Paola Ulloa       | Madrid CFF      |
| 8     | Esther Sullastres | Sevilla         |
| 7     | Gemma Font        | Barcelona       |
| 7     | Andrea Tarazona   | Levante         |
| 6     | Dolores Gallardo  | Atlético Madrid |
| 6     | Enith Salón       | Valencia        |
| 6     | Gaëlle Thalmann   | Real Betis      |
| 5     | Chelsea Ashurst   | Sporting Huelva |
| 5     | Laura Martínez    | Alhama          |
| 5     | Mariasun Quiñones | Athletic Bilbao |
| 4     | Adriana Nanclares | Real Sociedad   |
| 4     | Noelia Ramos      | Granadilla      |
| 3     | Doris Bačić       | Las Planas      |
| 3     | Carmen Carbonell  | Villarreal      |
| 3     | Laura Coronado    | Las Planas      |
| 3     | Elene Lete        | Real Sociedad   |
| 2     | Yolanda Aguirre   | Sevilla         |
| 2     | Cata Coll         | Barcelona       |
| 2     | Méline Gérard     | Real Madrid     |
| 2     | María López       | Levante         |
| 2     | Malena Mieres     | Real Betis      |
| 2     | Livia Peng        | Levante         |
| 2     | Amaia Peña        | Athletic Bilbao |
| 2     | Aline Reis        | Granadilla      |
| 1     | Jana Henseler     | Alavés          |
| 1     | Patricia Larqué   | Alavés          |
| 1     | Cosette Morché    | Valencia        |
| 1     | Elena de Toro     | Villarreal      |